# Ogangen Island
Ogangen Island ist eine Insel der Fox Islands, die zu den Aleuten gehören. Die etwa 3,2 km lange und 211 m hohe Insel liegt in der Raven Bay an der Südküste Unalaskas.